# Coțușca
Coțușca là một xã thuộc hạt Botoșani, România. Dân số thời điểm năm 2002 là 5365 người.